# CCR Sorocabana
A CCR Sorocabana é uma sociedade anônima fundada no dia 31 de outubro de 2024, assumindo a gestão da Rota Sorocabana no dia 30 de março de 2025. É uma subsidiária da Motiva, fazendo parte das concessões rodoviárias da empresa.
Tem a finalidade de administrar e operar a Rota Sorocabana, um lote de 460 km composta por 12 rodovias estaduais, por um período de 30 anos, com previsão de investimento de R$ 8,8 bilhões em obras e melhorias rodoviárias.

## Histórico

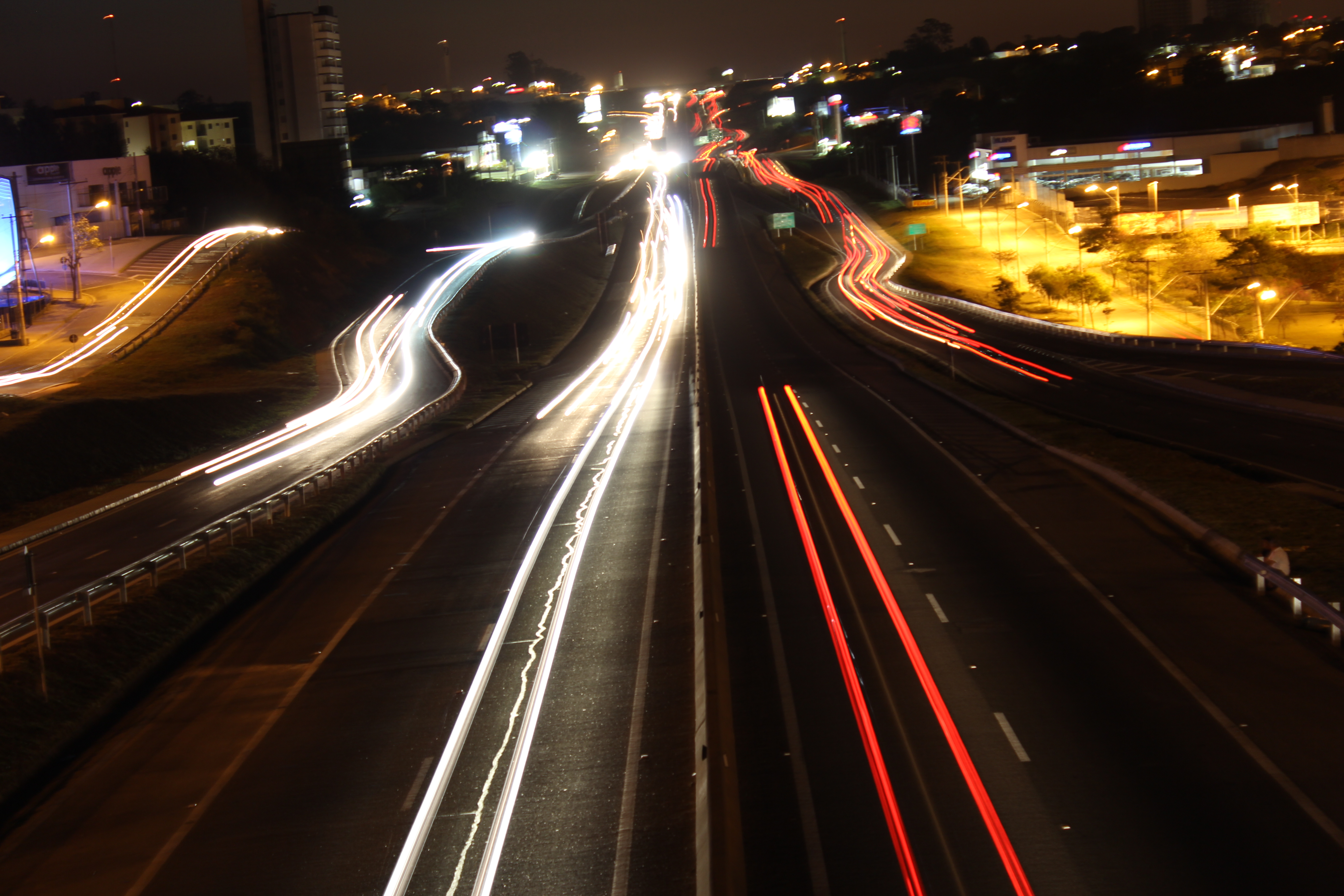
Rodovia Raposo Tavares, no trecho urbano de Sorocaba

### Licitação e contrato
No dia 30 de outubro de 2024, foi realizado o leilão para a concessão do lote Rota Sorocabana, promovido pelo governo do estado de São Paulo, na B3. Entre as concorrentes no leilão, com a participação das empresas EcoRodovias, Grupo EPR e Pátria Investimentos, a Motiva (anteriormente, Grupo CCR), apresentou o que foi considerada a melhor proposta, com a outorga fixa de R$ 1,6 bilhão, após disputas por viva-voz.
No edital, está previsto as seguintes intervenções:
- Conclusão da duplicação da SP-250, entre Vargem Grande Paulista e Ibiúna;
- Duplicação da SP-250, entre Ibiúna e Piedade;
- Duplicação da SP-264, no trecho urbano de Salto de Pirapora;
- Implantação de terceiras faixas na SP-270, em Sorocaba;
- Implantação de terceiras faixas nos trechos de ultrapassagem da SP-079;
- Implantação de acostamento e rampa de escape na SP-079;
- Implantação de contorno viário no trecho urbano de Juquiá, interligando a SP-079 com a Rodovia Régis Bittencourt;
- Implantação de terceiras faixas na SP-075, no trecho de Sorocaba;
- Implantação de faixas adicionais na SP-280;
- Implantação de 7 km de avenidas marginais;
- Implantação de 18 passarelas;
- Implantação de contornos urbanos;
- Instalação de 41 pontos de ônibus.

Junto com as intervenções, está previsto a implantação do sistema de pedágio eletrônico, conhecido como Free Flow, na qual permite o fluxo livre de veículos, evitando congestionamentos durante o pagamento do pedágio nas locomoções dos usuários das estradas.
No dia 7 de fevereiro, foi assinado o contrato da concessão do lote Rota Sorocabana com a Motiva, o que garantiu que a empresa pudesse explorar, prestar serviços públicos e realizar as intervenções como previstos no edital.

### Concessão
No dia 30 de março, a CCR Sorocabana assumiu a gestão das seguintes rodovias:
- SP-270 - Rodovia Raposo Tavares, do km 34+065 ao km 115+760;
- SPI-087/270 - Rodovia Raposo Tavares (Contorno de Brigadeiro Tobias), do km 0 ao km 2+018;
- SPI-060/270 - Rodovia Raposo Tavares (Contorno de São Roque), do km 0 ao km 3+837;
- SP-280 - Rodovia Presidente Castello Branco, do km 54+140 ao km 79+740;
- SPI-091/270 - Rodovia Doutor Celso Charuri, do km 0 ao 6+165;
- SP-075 - Rodovia Senador José Ermírio de Moraes, conhecida como Castelinho, do km 0 ao km 15+695;
- SP-264 - Rodovia João Leme dos Santos/Rodovia Francisco José Ayub, do km 102+050 ao km 143+525;
- SP-250 - Rodovia Bunjiro Nakao/Rodovia José de Carvalho/Rodovia Nestor Fogaça, do km 45 ao km 176+550;
- SPI-160/250 - Rodovia José de Almeida Rosa, do km 0 ao km 15+900;
- SP-079 - Rodovia Raimundo Antunes Soares/Rodovia Padre Guilherme Hotel-Svd/Rodovia Tenente Celestino Américo, do km 97+650 ao km 213+565;
- SPI-103/079 - Rodovia Doutor Miguel Affonso Ferreira de Castilho, do km 0 ao km 2+495;
- SPI-104/079 - Rodovia João Guimarães, do km 0 ao km 11+800;[8][9][10]

Além do início da concessão, a empresa iniciou as intervenções previstas no plano de 100 dias, as quais contemplam melhorias na infraestrutura e segurança viária nos 460 km administrados.

## Praças de pedágio e tarifas
A CCR Sorocabana atual possui 4 praças de pedágio, localizados nos seguintes trechos:
| Pedágio | Rodovia                                | km      | Localidade/Município | Sentido       |
| ------- | -------------------------------------- | ------- | -------------------- | ------------- |
| 1       | Rodovia Presidente Castello Branco     | 72+805  | Itu                  | Unidirecional |
| 2       | Rodovia Senador José Ermírio de Moraes | 13+325  | Sorocaba             | Unidirecional |
| 3       | Rodovia Raposo Tavares                 | 47+555  | São Roque            | Unidirecional |
| 4       | Rodovia Raposo Tavares                 | 79+145  | Alumínio             | Unidirecional |
| 5       | Rodovia Raposo Tavares                 | 111+890 | Araçoiaba da Serra   | Bidirecional  |

As tarifas, de acordo com o site da CCR Sorocabana, são:
| Pedágio | Veículos Leves | Veículos Comerciais | Motocicletas |
| ------- | -------------- | ------------------- | ------------ |
| 1       | R$ 12,60       | R$ 12,60            | Isentas      |
| 2       | R$ 07,10       | R$ 07,10            | Isentas      |
| 3       | R$ 10,10       | R$ 10,10            | Isentas      |
| 4       | R$ 09,90       | R$ 09,90            | Isentas      |
| 5       | R$ 04,20       | R$ 04,20            | Isentas      |

 Atualmente, motocicletas encontram-se isentas das praças de pedágio, e há previsão para novos pedágios em outras rodovias da empresa no ano de 2026.

## Obras sendo executadas pela concessionária

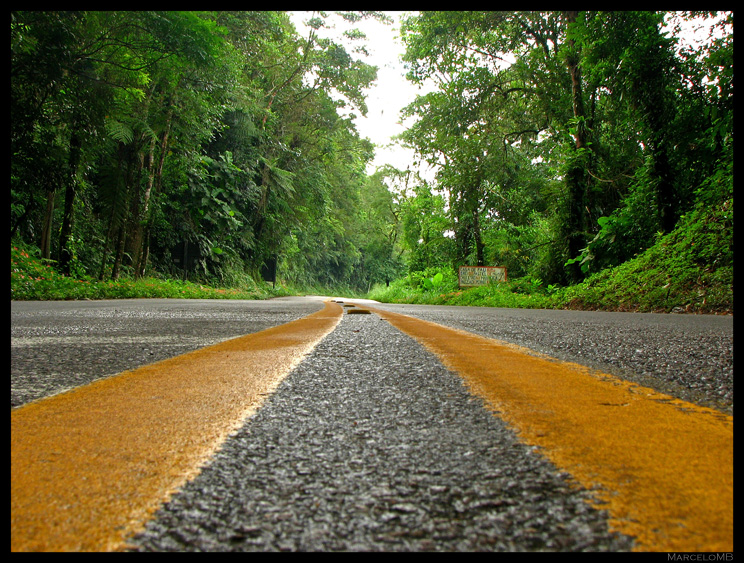
Trecho da SP-079

### Plano de 100 dias
Atualmente, a CCR Sorocabana segue com o plano de 100 dias apresentado no evento do dia 29 de março, que inclui as seguintes intervenções:

#### Faixa de domínio:
- Poda do revestimento vegetal em toda a extensão das rodovias;
- Limpeza geral de passarelas, pontos de ônibus, ciclovias, pistas e acostamentos;
- Remoção de pichações e revitalização de cercas, muros e alambrados;
- Recuperação de erosões e escorregamentos;
- Poda e remoção de árvores e arbustos que representem risco à segurança viária.

#### Drenagem:
- Desobstrução de bueiros e elementos de drenagem superficial;
- Reparos estruturais e substituição de tampas e grelhas das caixas de captação.
- Dispositivos de contenção viária;
- Reparação e/ou substituição de defensas metálicas e guarda-corpos;
- Implantação de novos dispositivos de contenção em pontos estratégicos.

#### Sinalização:
- Revitalização e complementação da sinalização horizontal e vertical;
- Substituição e limpeza de placas e demais elementos de sinalização;
- Instalação de placas informativas com 0800 e identificação dos trechos concedidos.

#### Tecnologia e inovação:
- Implantação de 14 links de dados via satélite (Starlink) nas novas bases provisórias;
- Instalação de 14 totens de Autoatendimento;
- Disponibilização de 30 aparelhos de celular com acesso ao Kcor Mobile para operação e tráfego.

#### Infraestrutura viária:
- Correção de depressões no pavimento junto às cabeceiras de Obras de Arte Especiais (OAEs);
- Ajustes em juntas de dilatação e limpeza dos dispositivos de drenagem das estruturas;
- Conservação preventiva e corretiva nas unidades de atendimento e pátios operacionais.[10]

## Controvérsias

### PedágioFree Flow
Na coletiva de lançamento da CCR Sorocabana, no dia 29 de março, teve anúncio de instalação de novos pedágios do estilo Free Flow nos trechos antes concessionados pela ViaOeste, nas rodovias Raposo Tavares (nos kms 86, 95+100m e 101+300m), Castelinho (no km 3+200m) e Celso Charuri (no km 4+100m). De acordo com a Artesp, a concessionária tem até 24 meses (2 anos) para a instalação dos novos pórticos de pedágio.
Moradores demonstraram insatisfação diante desse anúncio, já que os pedágios, de acordo com as projeções, serão entre bairros da cidade de Sorocaba. Alguns dos moradores relataram que dependem das estradas para se deslocarem rumo ao trabalho, e acreditam que com os novos pedágios, os usuários das rodovias irão procurar por rotas alternativas, as quais não terão pedágio, e isso impactará o trânsito da cidade.
O anúncio também gerou insatisfação por parte dos moradores do Bairro Genebra, em Sorocaba. Moradores relatam a necessidade do uso da Raposo Tavares para se deslocarem, e com um novo pórtico no km 86, terão que arcar com custo adicional entre a ida e volta, gerando manifestações contra a instalação do pedágio e demandando municipalização do trecho da Raposo entre os kms 88 a 84, as quais, segundo os manifestantes, permitiram melhorias na infraestrutura do bairro.